# Nitrosomonas oligotropha
Nitrosomonas oligotropha ist eine Bakterienart der Gattung Nitrosomonas. Es handelt sich um eine nitrifizierende Bakterienart, die im Stoffwechsel Ammoniak (NH3) zu Nitrit (NO2−) oxidiert und hierdurch Energie gewinnt.

## Merkmale
Die Zellen sind stäbchenförmig mit gerundeten Enden oder kugelförmig in einer Größe von 0,8–1,2 X 1,1–2,4 Mikrometer. Die Art ist wie alle Bakterien der Gruppe der Proteobacteria gramnegativ. Nitrosomonas oligotropha ist aerob, das Bakterium benötigt Sauerstoff.
Die Art kann Harnstoff als Ammoniumquelle nutzen. Nitrosomonas oligotropha ist, wie alle Mitglieder der Familie der Nitrosomonadaceae, chemolithoautotroph, d. h., es werden anorganische Elektronendonatoren (Ammoniak) zur Energiegewinnung verwendet, die Art ist nicht auf organische Energie- und Kohlenstoffquellen angewiesen.
Nitrosomonas oligotropha kommt im oligotrophen Süßgewässern vor.

## Stoffwechsel
Nitrosomonas oligotropha zählt, wie alle Nitrosomonadaceae zu den Nitrifizierern. Der Stoffwechsel beruht auf der Nitrifikation, es wird Ammoniak (NH3) zu Nitrit (NO2−) oxidiert.
Hierbei werden durch die Oxidation von Ammoniak Elektronen in eine Elektronentransportkette gebracht. Es wird eine protonenmotorische Kraft erzeugt, wodurch schließlich ATP gebildet wird. Für die Kohlenstofffixierung nutzen die nitrifizierenden Bakterien den Calvin-Zyklus, der auch bei der Photosynthese der Pflanzen genutzt wird.